# Новозеландский плодоядный голубь
Новозеландский плодоядный голубь (лат. Hemiphaga novaeseelandiae) — вид птиц семейства голубиных.

## Описание

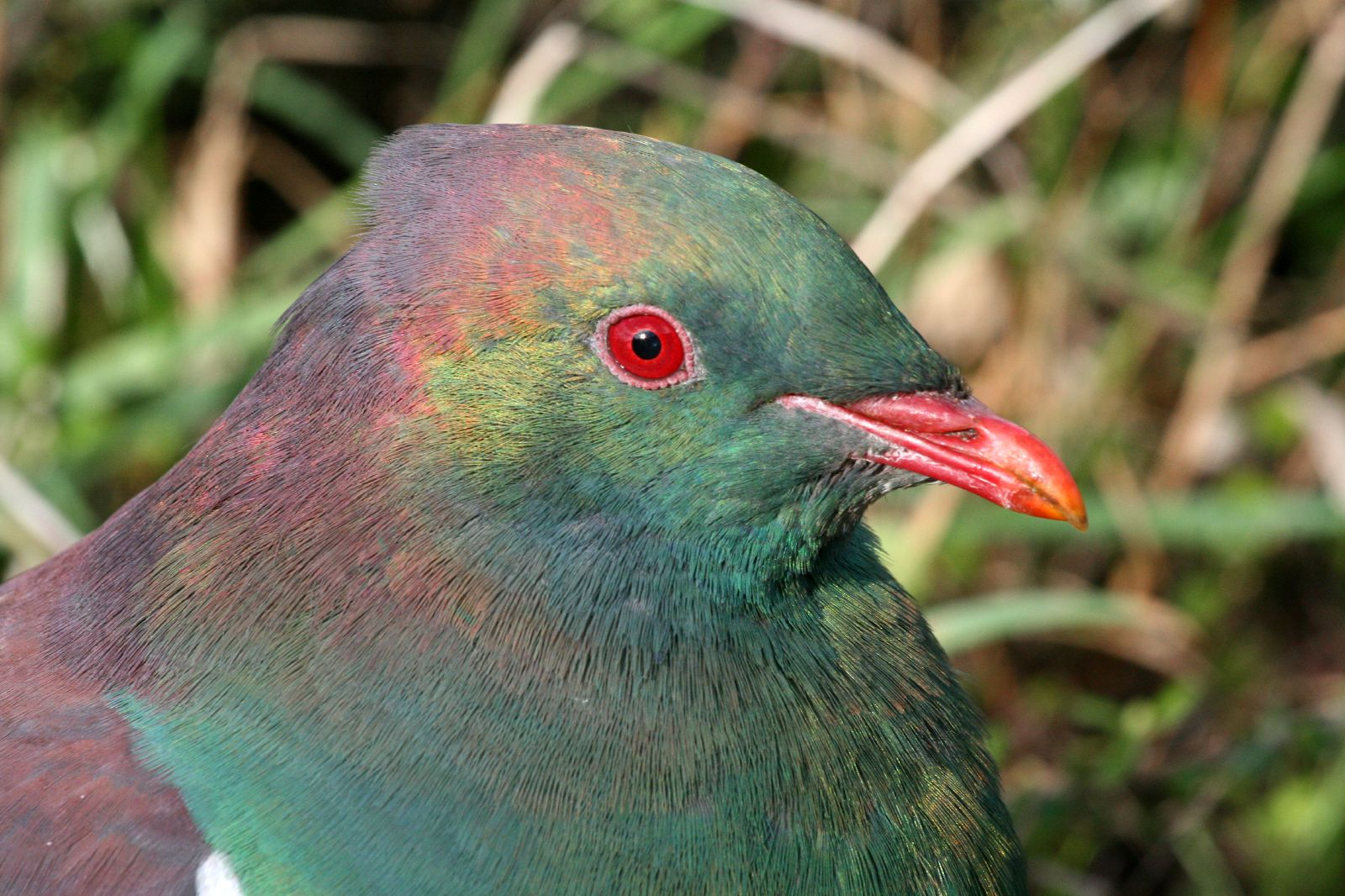
Голова

Длина тела птицы — 46—50 см, масса 650—800 г. Половой диморфизм не выражен. Голова, шея и верхняя част груди тёмно-зелёные, с золотистым блеском. Затылок, верхняя часть спины и второстепенные кроющие перья крыла отливают медно-фиолетовым, светлея до более серо-зелёного на нижней части спины, надхвостье и остальной верхней поверхности крыльев. Хвост тёмно-коричневый с зелёными отблесками и бледным краем. Грудь белая и резко отграничена от более тёмных частей оперения. Подхвостье и кроющие перья испода крыльев в основном бледно-серые. Клюв красный с оранжевым кончиком, ноги тёмно-красные. Радужная оболочка красная, окологлазное кольцо розовое.

## Ареал
Распространен в Новой Зеландии и на близлежащих островах.

## Образ жизни
Оседлая птица. Населяет лесные массивы и антропогенный ландшафт — парки, плантации, сады. Рацион состоит из фруктов, ягод, зеленых побегов, почек и цветов. Особое предпочтение отдают плодам дерева Eriobotrya japonica. Является важной частью местной экосистемы, распространяя семена деревьев Corynocarpus laevigatuskaraka, Beilschmiedia tarairi, Beilschmiedia tawatawa, Prumnopitys ferrugineamiro.

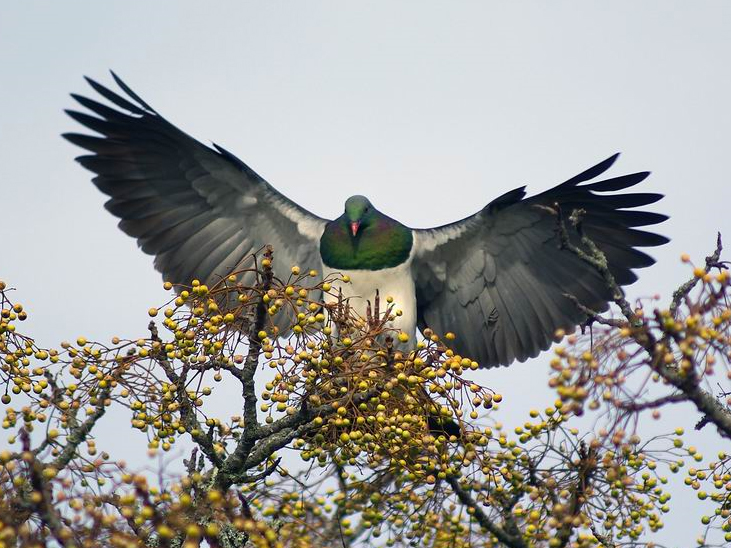

## Размножение
Сезон размножения длится с ноября по апрель. Гнездится на деревьях или кустарниках в чаще. Гнездо представляют собой грубую постройку из ветвей. В кладке 1 яйцо. Окраска скорлупы чистая, матовая. Насиживание яиц длится 28 дней. Птенцы покидают гнездо в возрасте около 40 дней.

## Значение в жизни человека
Охота на голубя впервые была ограничена еще в 1864 году, а с 1921 года полностью запрещена новозеландским законом о защите редких животных. Нарушение закона наказывается штрафом.
Нередко содержатся в неволе, как декоративная птица. В неволе чувствуют себя комфортно. Птенцы, взятые из гнезда и выращенные человеком, становятся ручными.

## Подвиды
Выделяют два подвида, один из которых вымер:
- H. n. novaeseelandiae (Gmelin, 1789)
- † H. n. spadicea (Latham, 1801)

Подвид с острова Чатем (H. n. chathamensis (Rothschild, 1891)) сейчас рассматривают в качестве самостоятельного вида — Hemiphaga chathamensis.